# Åstjärnen (Myssjö socken, Jämtland)
Åstjärnen är en sjö i Bergs kommun i Jämtland och ingår i Indalsälvens huvudavrinningsområde.